# クレイグ・ウィリアムズ
クレイグ・ウィリアムズ（Craig Williams、香港表記:韋紀力、1977年5月23日 - ）は、オーストラリア・メルボルン地区を拠点とする騎手。かつてはデビッド・ヘイズ厩舎の主戦騎手を務めていたが、専属契約を解除している。

## 来歴
1977年5月23日、オーストラリアビクトリア州メルボルンに生まれる。父のアラン・ウィリアムズは騎手で、のちに調教師となった。二人の兄はともに調教師。1993年、メルボルン地区で見習い騎手としてデビューする。3年で見習い期間を終了。
2000年、4月にオーストラリアンオークスをグランデシェゾーに騎乗して制し、G1初勝利を挙げる。同年5月にイギリスへ渡り、ミック・チャノン厩舎の主戦騎手として活躍した。3年間オーストラリアを本拠地としつつイギリス、ドバイ、香港を転戦したのち、2002年/2003年シーズンから2004年/2005年シーズンまで香港に滞在した。
2005年、オーストラリアに帰国。メルボルン地区を拠点とし、デビッド・ヘイズ厩舎の主戦騎手を務めた。デビッドはウィリアムズが少年時代に所属騎手となることを夢見た調教師コリン・ヘイズの息子にあたる。
2005年/2006年シーズンは70勝を挙げ、自身初のリーディングジョッキーとなった。2006年12月には第20回ワールドスーパージョッキーズシリーズに出場するために日本を訪れる。12月2日にゴールデンホイップトロフィーをエイシンドーバーに騎乗して制し、中央競馬2戦目で初勝利を挙げた。なお、同シリーズは30ポイントを獲得し5位タイとなった。
2006年/2007年シーズンも前シーズンに続きリーディングジョッキーとなる。2007年11月8日に第21回ワールドスーパージョッキーズシリーズへの出場が発表され、2年連続でシリーズに出場。12月1日は初戦こそ（A - Dランク中）Dランクの馬で15頭中14着と出遅れたが、2戦目はCランクの馬で2着。12月2日はBランクのシルクドラグーンで1着、最終レースもAランク（3番人気）の馬で4着とまとめて47ポイントで初優勝を果たした。南半球の国の代表騎手が同シリーズを制覇するのは史上初めてであった。
2009年にフリーとなる。2010年、2009年/2010年シーズンの途中に、中央競馬の調教師森秀行の誘いに応じ、短期免許を取得し日本で騎乗。短期免許2日目の2010年5月2日、京都競馬場で行われた天皇賞（春）でジャガーメイルに騎乗し優勝。外国人初の天皇賞（春）優勝騎手となった。
2019年にはヴァウアンドディクレアでメルボルンカップ初制覇。この勝利によって豪州競馬史上8人目となるグランドスラム（メルボルンカップ、ゴールデンスリッパー、コックスプレート、コーフィールドカップ）制覇の快挙を成し遂げた。
2016年以降日本での騎乗は暫く途絶えるが、2022年のワールドオールスタージョッキーズに招待され、6年ぶりに日本で騎乗した。

## 評価
- JRA所属の騎手藤田伸二によると、騎手はレース中の状況に応じて左右両方の手で鞭を扱う必要があるが、ウィリアムズは右手でしか扱うことができない[5]。

## おもな勝ち鞍
オーストラリア
- コックスプレート（2006年Fields of Omagh、2011年Pinker Pinker）
- メルボルンカップ（2020年Vow And Declare）
- ゴールデンスリッパー（2006年Miss Finland）
- ヴィクトリアダービー（2007年Kibbutz）
- オーストラリアンギニー（2014年Shamus Award）
- サウザンドギニー（2018年Amphitrite）
- C.F.オーアステークス（2017年Hartnell）
- クールモアスタッドステークス（1997年Show No Emotion、2020年September Run）
- トゥーラックハンデキャップ（2005年Barely A Moment、2019年Fierce Impact）
- ジ・エベレスト（2022年Giga Kick、2024年Bella Nipotina）
- オールエイジドステークス（2023年Giga Kick）
- ドゥームベン10000（2023年Giga Kick、2024年Bella Nipotina）
- ザ・コジオスコ（2024年Far Too Easy）

 イギリス
- デューハーストステークス（2000年Tobougg）

 フランス
- サラマンドル賞（2000年Tobougg）

 日本
- 天皇賞（春）（2010年ジャガーメイル）
- NHKマイルカップ（2011年グランプリボス）
- 朝日杯フューチュリティステークス（2011年アルフレード）
- 京都新聞杯（2012年トーセンホマレボシ）
- 京王杯スプリングカップ（2012年サダムパテック）
- エプソムカップ（2012年トーセンレーヴ）
- マーメイドステークス（2012年グルヴェイグ）
- 関東オークス（2014年エスメラルディーナ）

 香港
- 香港ヴァーズ （2011年Dunaden）
- 香港ダービー（2025年Cap Ferrat）

 アラブ首長国連邦
- アルクォズスプリント（2012年Ortensia）

## 年度別成績表

### オーストラリア
| シーズン      | 騎乗数 | 勝利（メルボルン） | 勝利（メルボルン） | 勝率 | 獲得賞金 （オーストラリア） | 獲得賞金 （オーストラリア） |
| シーズン      | 騎乗数 | 勝数               | 順位               | 勝率 | 金額                        | 順位                        |
| ------------- | ------ | ------------------ | ------------------ | ---- | --------------------------- | --------------------------- |
| 2005年/2006年 | 490    | 70勝               | 1位                | .142 | 1013万6022                  | 3位                         |
| 2006年/2007年 | 487    | 94勝               | 1位                | .193 | 1190万7050                  | 2位                         |
| 通算          | ?      | ?勝                | -                  | ---  | ?                           |                             |

※金額の単位はオーストラリアドル。

### 香港
| シーズン      | 騎乗数 | 勝利 | 勝利 | 勝率 | 獲得賞金   |
| シーズン      | 騎乗数 | 勝数 | 順位 | 勝率 | 獲得賞金   |
| ------------- | ------ | ---- | ---- | ---- | ---------- |
| 2002年/2003年 | ?      | ?勝  | ?位  | ?    | ?          |
| 2003年/2004年 | ?      | ?勝  | ?位  | ?    | ?          |
| 2004年/2005年 | 374    | 35勝 | 9位  | .093 | 2534万5000 |
| 通算          | ?      | ?勝  | -    | ---  | ?          |

※金額の単位は香港ドル。

### 日本（中央競馬）
| 年     | 騎乗数 | 勝利 | 勝利  | 勝率 | 連対率 | 獲得賞金     |
| 年     | 騎乗数 | 勝数 | 順位  | 勝率 | 連対率 | 獲得賞金     |
| ------ | ------ | ---- | ----- | ---- | ------ | ------------ |
| 2006年 | 4      | 1勝  | 150位 | .167 | .167   | 2129万2000   |
| 2007年 | 10     | 2勝  | ?位   | .200 | .300   | 3219万       |
| 2008年 | 9      | 0勝  | ?位   | .000 | .000   | 1285万       |
| 2009年 | 7      | 0勝  | ?位   | .000 | .000   | 178万        |
| 2010年 | 201    | 18勝 | 54位  | .089 | .188   | 52841万8000  |
| 2011年 | 187    | 14勝 | 67位  | .075 | .171   | 62286万7000  |
| 通算   | 418    | 35勝 | -     | .084 | .177   | 121939万7000 |

※金額の単位は円。